# .al
.al es el dominio de nivel superior geográfico (ccTLD) para Albania.